# Bataille de Maâmora (1631)
Pour les articles homonymes, voir Bataille de Maâmora.
La bataille de Maâmora s'est déroulée en mai 1631, lorsque des moudjahidines de Fès prennent en embuscade un détachement de la garnison espagnole de Maâmora.

## Contexte
Au début du XVIIe siècle, le Maroc est en pleine période d'anarchie à la suite du décès du sultan Ahmad al-Mansur. Les Espagnols en profitent et s'emparent notamment de Larache en 1610, puis de Maâmora en 1614.
Un puissant chef de guerre djihadiste s'impose alors dans la région. Sidi M'hamed el-Ayachi mène une lutte acharnée face aux Chrétiens dans les différentes places qu'ils occupent. El-Ayachi attaque à de nombreuses reprises les Espagnols tant à Maâmora en 1614, 1621, 1628 et 1629, qu'à Larache, avec notamment l'embuscade du 7 février 1631, qui tue plus de 600 Espagnols.

## Déroulement
En mai 1631, des bandes de moudjahidines originaires de Fès atteignent le voisinage de Maâmora, où ils s'établissent dans un endroit appelé « la Fontaine du Lion ». Ils s'y cachent pendant trois jours, attendant une sortie de la garnison espagnole pour les prendre en embuscade. Pourtant avertis par un renégat musulman de leur départ de Fès, les Espagnols font une sortie le quatrième jour, mais se font surprendre par les Marocains qui les massacrent. Les moudjahidines tuent plus de 600 Espagnols, et capturent 400 fusils. Seuls une quarantaine de soldats espagnols réussissent à rentrer à Maâmora, d'après Al Wafrani.

## Conséquences
À son retour de Tanger, Sidi M'hamed el-Ayachi apprend la nouvelle, et ordonne aux Morisques de Salé de lui fournir rapidement des canons, ainsi que des échelles pour attaquer la citadelle de Maâmora. L'objectif étant de profiter de l'affaiblissement de la garnison après l'embuscade, avant l'arrivée de renforts venant d'Espagne. Les Morisques tarderont à lui fournir le matériel, surement intentionnellement, rendant inutile tout projet d'attaque après l'arrivée de renforts espagnols dans la place. C'est le début d'une guerre acharnée entre El-Ayachi et les Morisques, qu'il accuse d'informer les chrétiens de ses mouvements et projets d'attaques. En juillet 1631, les hostilités commencent, et El-Ayachi assiège la Kasbah et Salé-le-Neuf.

## Sources

### Sources bibliographiques
1. 1 2 3  Al Wafrani 1889, p. 442-443
2. ↑  Raoui, p. 113
3. ↑  Castries 1911, p. 189
4. ↑  Comité des foires du Maroc 1921, p. 156
5. 1 2 3 4  Castries 1911, p. 195
6. ↑  Al Wafrani 1889, p. 444

#### Francophone
- Henry de Castries, Les sources inédites de l'histoire du Maroc. Archives et bibliothèques de France. Tome III., E. Leroux, 1911, 771 p. (lire en ligne)
- Mohammad al Saghir ben al Hadj ben Abd-Allah al Wafrani, Histoire de la dynastie Saadienne au Maroc : 1511-1670, Paris, E. Leroux, 1889, 560 p. (lire en ligne)
- Comité des foires du Maroc, France-Maroc : revue mensuelle illustrée : organe du Comité des foires du Maroc, E. Leroux, 1921, 176 p. (lire en ligne)
- Samir Raoui, « Casbah de Mahdiya : une fortification espagnole au cœur de l'Atlantique » (lire en ligne)